# 関子嶺風景区

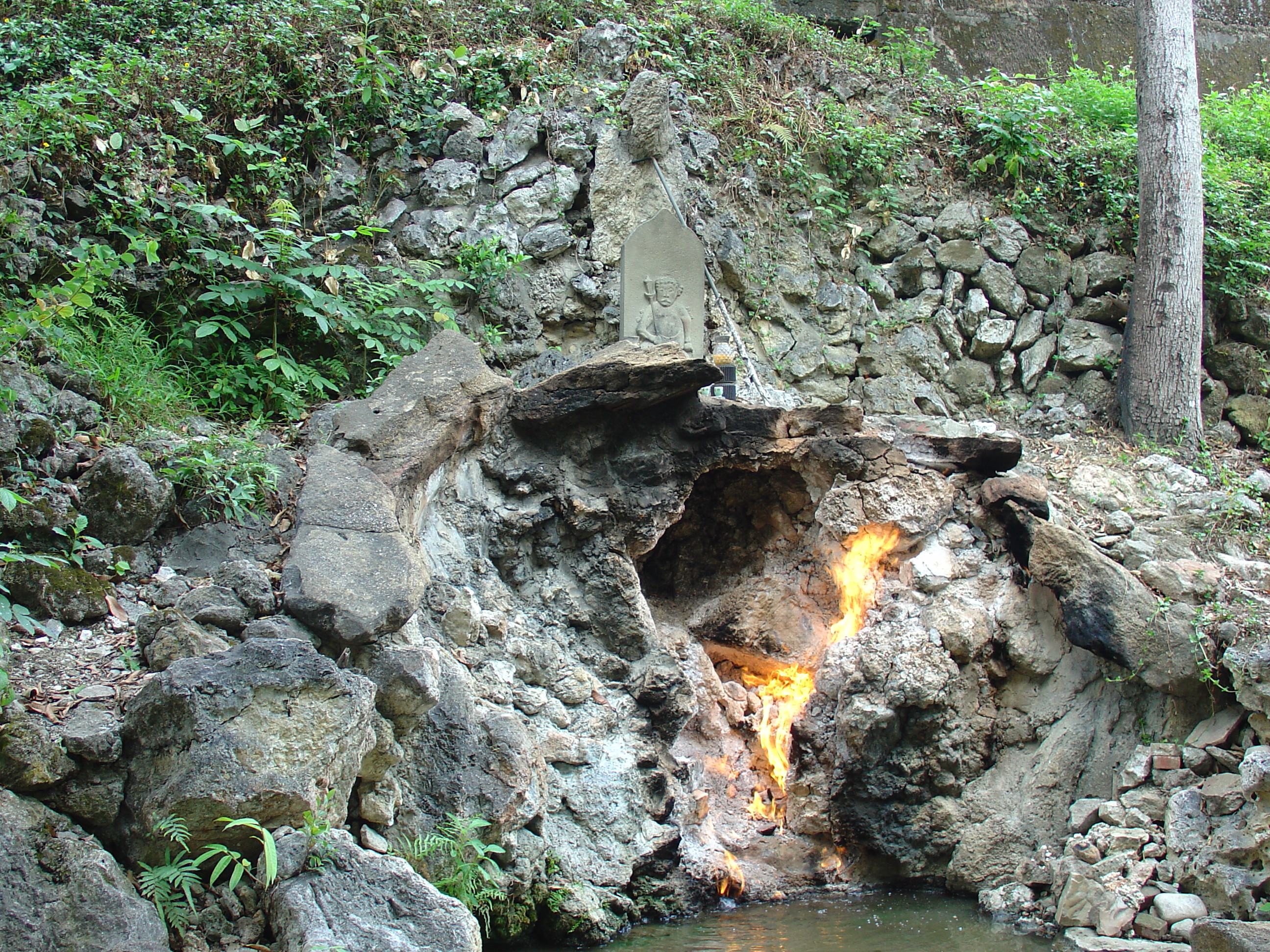
水火同源の奇景

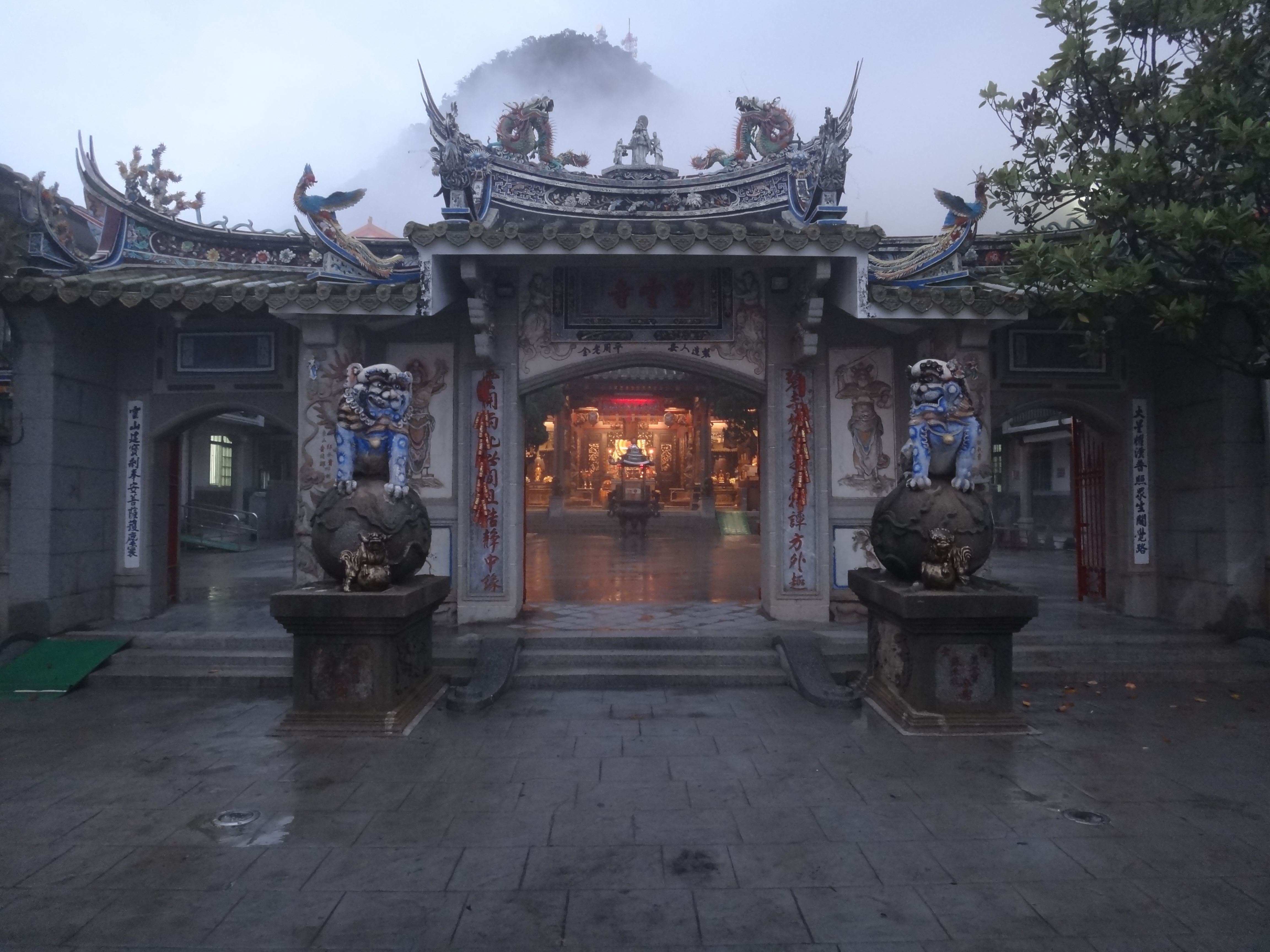
火山碧雲寺の山門

関子嶺風景区（かんしれいふうけいく、中国語: 關子嶺風景區、英語: Guanziling National Scenic Area）は台湾のシラヤ国家風景区に属するエリアで、台南市白河区の東側に位置し、周囲は枕頭山、虎頭山、大凍山、雞籠山に囲まれている。当風景区内で最も有名な温泉である関子嶺温泉は、日本統治時代には四重渓温泉、北投温泉、陽明山温泉とともに「台湾四大温泉」の一つに数えられ、台湾唯一の泥温泉でもあり、非常に特別で貴重な温泉である。また、独特な観光スポットと山岳景観により、関子嶺エリアは南英八景、「関嶺八景・十勝」（関嶺は台南県）の中で「関嶺覧勝」と称され、人気の観光地となっている。

## 名前の由来
台湾語で「高」（kôan）は「高」（koan）に近く、「関子嶺」（關仔嶺kôan-a-niá）は「高嶺」が転訛したものと言われている。

## 短史
- 1899年、抗日派を鎮圧するために関子嶺に駐屯していた日本軍兵士と将校が、偶然にも泉質がよく療養効果のある温泉を発見したことから、関子嶺一帯は温泉郷として発展した。

- 1913年、台湾総督府研究所の早川正太郎技師と佐伯正義技師の調査報告書は、関子嶺温泉にラジウムがあることを指摘し、一大センセーションを巻き起こした。年、嘉義堂は特湯、上湯、普通湯（ハンセン病患者専用）の3種類の公衆浴場を設置し、以来、関子嶺温泉は万病に効く効能と景観の美しさから「世界初の霊泉」と呼ばれるようになった。同年、嘉義庁は特等、上等、普通（ハンセン病患者専用）の3種類の公衆浴場を設置し、以来関子嶺温泉は万病に効く効能と景観の美しさから「世界初の霊泉」と呼ばれるようになった。

## 参照項目
- シラヤ国家風景区
- 水火同源